# ピリッポス (太守)
ピリッポス（希：Φίλιππος、ラテン文字転記：Philippos、? - 紀元前318年）は、アレクサンドロス3世の家臣の一人で、東方の太守に任じられた人物である。
ピリッポスは紀元前327年にアレクサンドロス3世によってソグディアナ太守に任じられた。紀元前323年の王の死後その家臣たちによって開かれたバビロン会議でピリッポスは元の領地に加えてバクトリアを得、それを修正した紀元前321年のトリパラディソスの軍会ではパルティアに配置換えされた。彼は紀元前318年までその地位にいたが、帝国東方の支配者にならんとしたメディア太守ペイトンによって殺害され（ディオドロスはペイトンが殺したのはフィロタスだとしているが、ピリッポスの間違いかもしれない）、領地を奪われた。

## 註
1. ↑  ディオドロス, XVIII, 3
2. ↑  フォティオス, cod. 82
3. ↑  ディオドロス, XVIII, 39
4. ↑  フォティオス, cod. 92
5. ↑  ibid, XIX, 14

## 参考サイト
- ディオドロスの『歴史叢書』の英訳
- フォティオスのBibliothecaの英訳
- William Smith, Dictionary of Greek and Roman Biography and Mythology